# پیسکیوک
پیسکیوک (به اسپانیایی: Pisquioc) یک کوه در پرو است که در Peru, Cusco Region, Quispicanchi Province, Marcapata District واقع شده‌است. پیسکیوک ۵٬۰۰۰ متر بالاتر از سطح دریا واقع شده‌است.